# Philodendron melinonii
Philodendron melinonii är en kallaväxtart som beskrevs av Adolphe-Théodore Brongniart och Eduard August von Regel. Philodendron melinonii ingår i släktet Philodendron och familjen kallaväxter. Inga underarter finns listade.

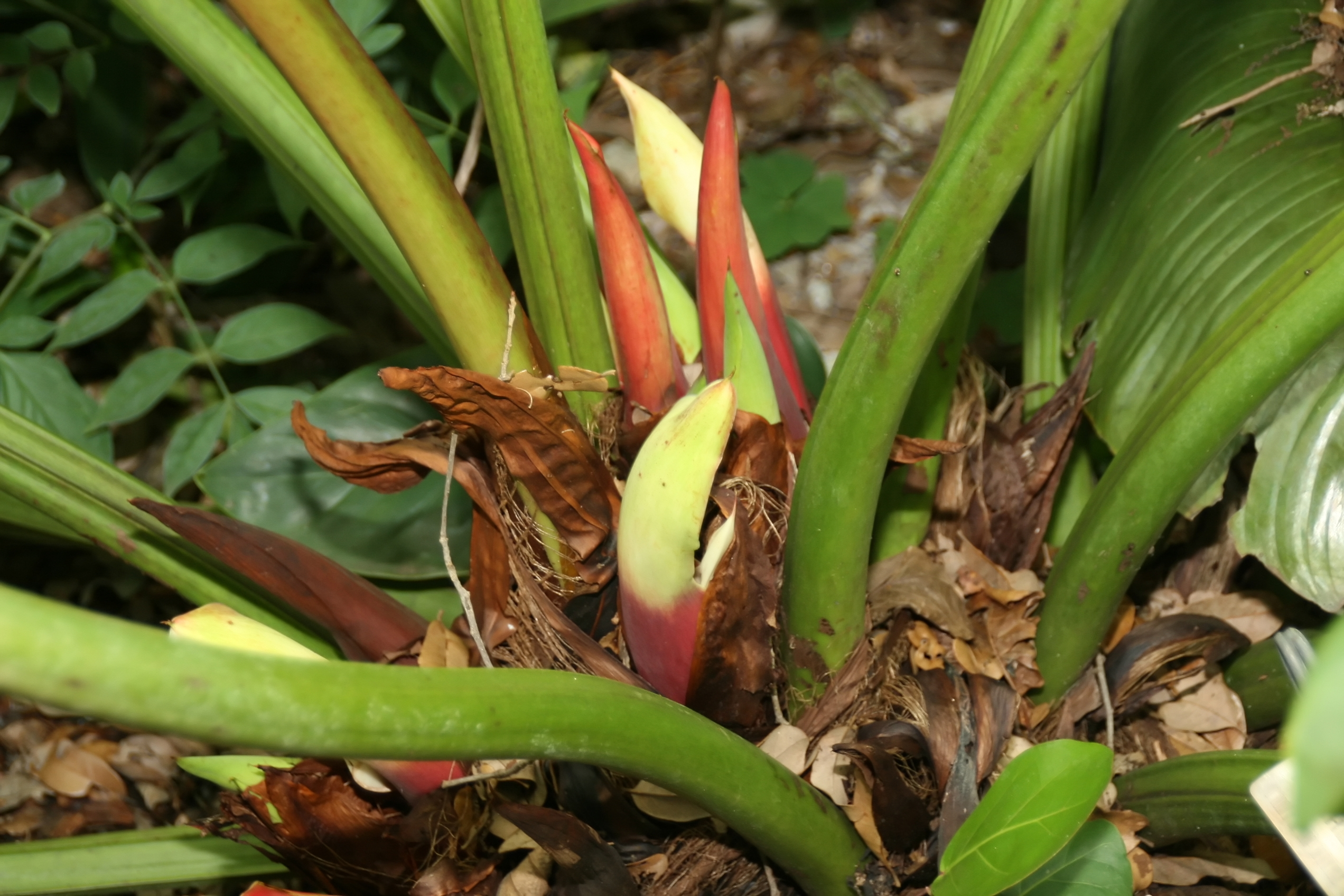
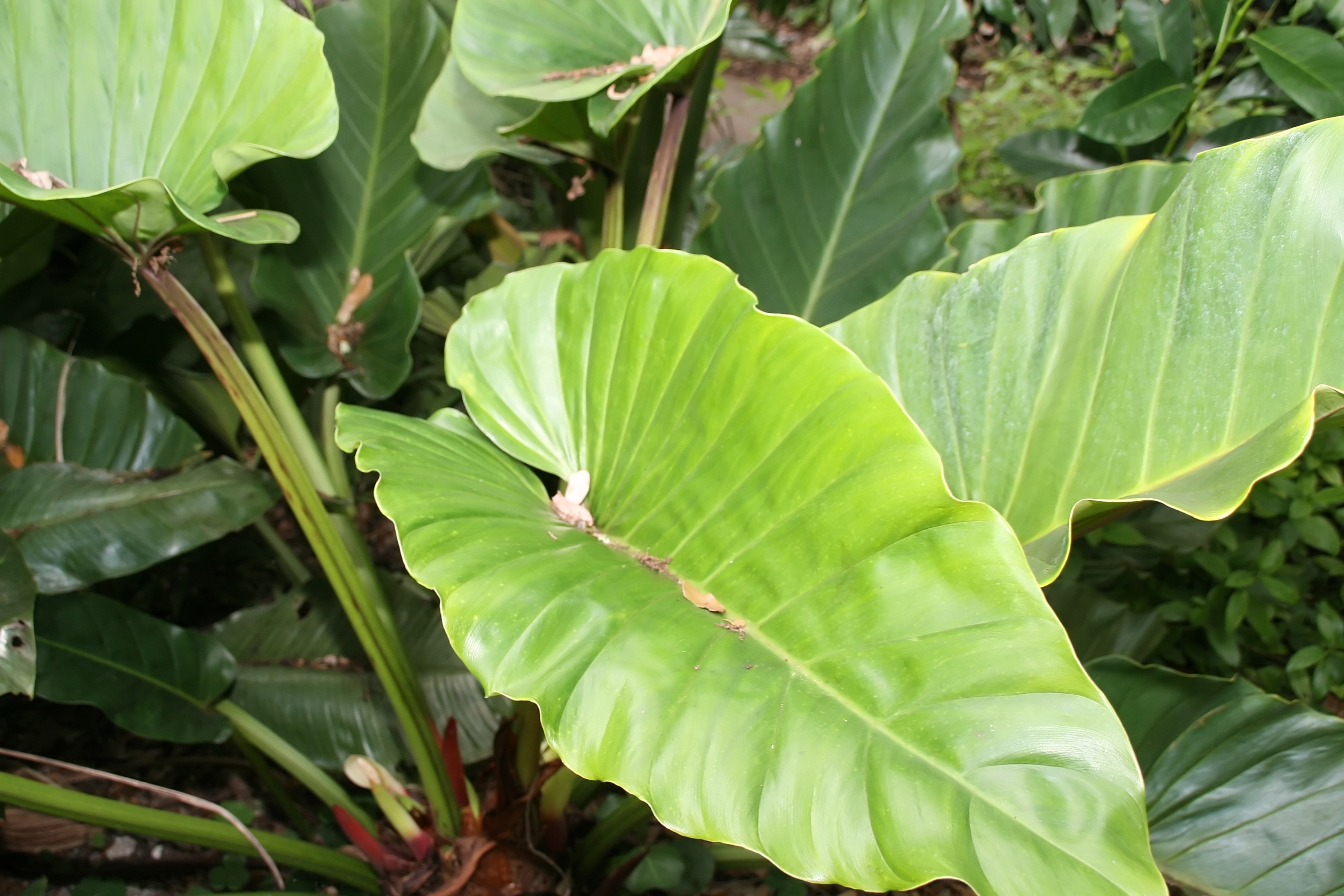